# Jonzieux
Jonzieux là một xã trong tỉnh Loire miền trung nước Pháp.